# Padmé Amidala
Padmé Amidala Naberrie là một nhân vật trong loạt phim Chiến tranh giữa các vì sao, xuất hiện trong ba phần tiền truyện, diễn xuất bởi Natalie Portman. Sau khi thời gian làm nữ hoàng của Naboo, cô trở thành một thượng nghị sĩ của Thượng viện Cộng hòa, một nhà hoạt động phản chiến tích cực, và đồng sáng lập tổ chức mà sau này sẽ trở thành Liên minh Nổi dậy. Cô là người vợ bí mật của Jedi Anakin Skywalker, và là mẹ ruột của anh em Luke Skywalker - Leia Organa.

## Ý tưởng và sự hình thành

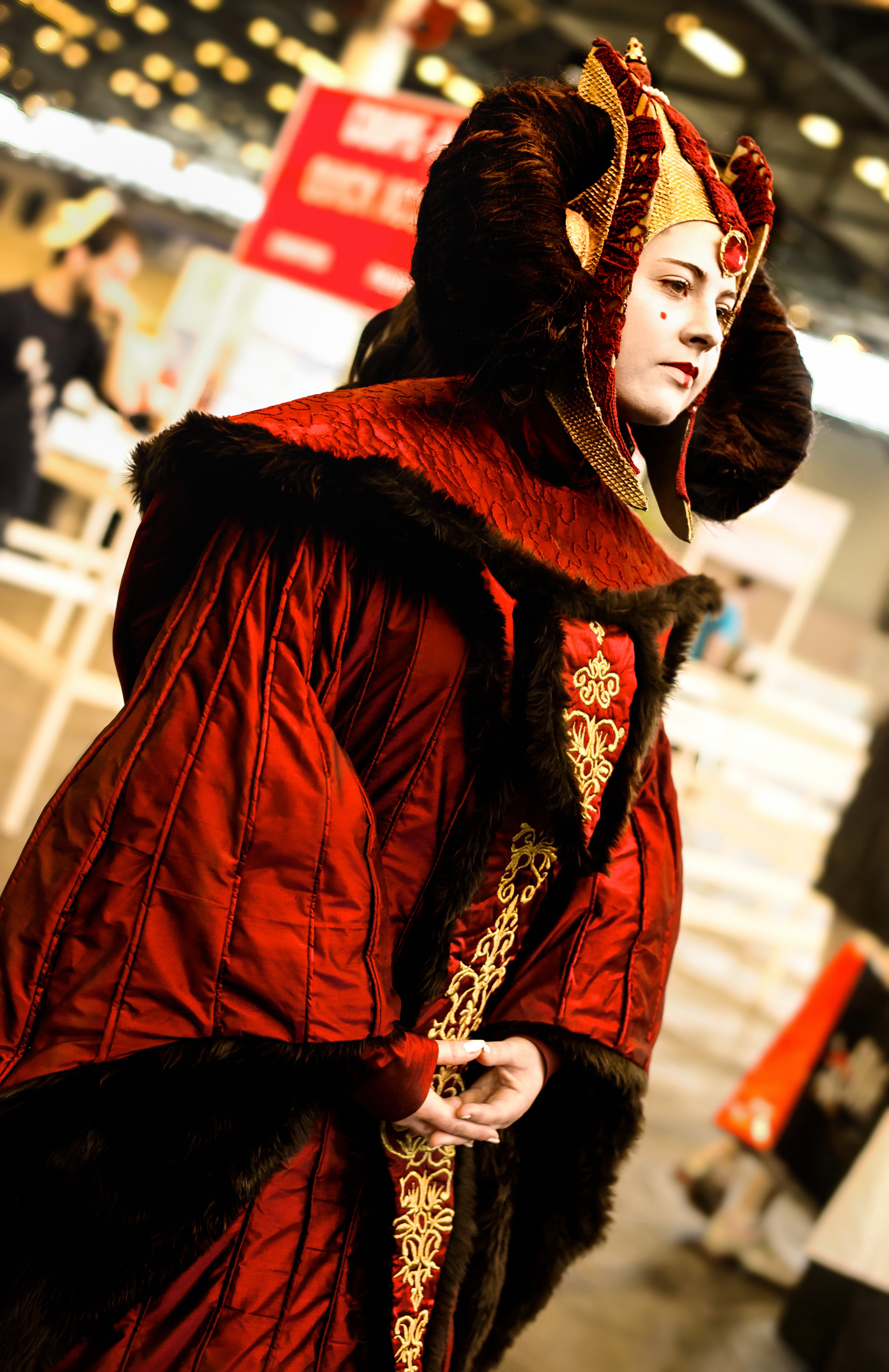
Cosplay Padmé Amidala ở hội chợ Japan Expo, tháng 2 năm 2012 tại Pháp

Trong những bản thảo ban đầu của câu chuyện trong Chiến tranh giữa các vì sao, nhân vật mẹ của Luke và Leia không được phát triển nhiều. Theo như Dale Pollock, Luke Skywalker vốn có tên là Luke Starkiller, "Leia là con của Owen Lars và vợ ông, Beru, và có vẻ cô là em họ của Luke – cùng nhau, họ đi thăm mộ cha mẹ Luke, những người đã bỏ mạng trên một hành tinh bị hủy diệt bởi Ngôi sao Tử thần. Trong một cuộc phỏng vấn với George Lucas, khi trả lời những câu hỏi liên quan tới các nhân vật như Obi-Wan Kenobi, Luke, Leia; mẹ của họ không phải là một yếu tố quan trọng:
 Phiên bản đầu tiên nói về một cô công chúa và một vị lão tướng. Phiên bản thứ hai bao gồm một người cha cùng con trai và con gái của ông, đứa con gái là người hùng của bộ phim. Giờ thì người con gái đó đã trở thành Luke Skywalker, nhân vật do Mark Hamill thể hiện. Cũng có một phiên bản khác về hai anh em trai, mà sau này tôi đã đổi người em trai thành em gái. Cậu anh trai bị giam cầm, nên cô em gái phải giải cứu anh ta và đưa anh về với cha của họ.
Sử gia phim ảnh Laurent Bouzereau ghi nhận rằng kịch bản thứ hai của phim Sự trở lại của Jedi có bao gồm một đoạn hội thoại trong đó Obi-Wan Kenobi tiết lộ cho Luke về người em gái song sinh của cậu. Cô bé và mẹ của họ đã "nương náu những người bạn ở một hệ sao xa xôi. Người mẹ mất sớm, còn em gái Luke thì được nhận nuôi bởi vợ chồng một người bạn của Ben, thống đốc hành tinh Alderaan." Trong cuốn Star Wars: The Annotated Scripts (1997) Lucas đã nói:
 Tôi chưa bao giờ thực sự xây dựng cái chết của mẹ Luke và Leia. Tôi từng nghĩ đến câu chuyện riêng của nhân vật này, nhưng nó chưa bao giờ được sử dụng. Khi làm đến phần Jedi, tôi muốn một trong hai đứa trẻ có một chút ký ức về mẹ mình, bởi cô ấy sẽ là nhân vật then chốt trong những tập phim mới mà tôi đang viết. Nhưng tôi đã thực sự cân nhắc xem liệu Leia có nên nhớ được mẹ của cô không.
Sự báo thù của người Sith không giải thích vì sao Leia có thể nhớ được "mẹ thật" của mình. Nhà phê bình phim Peter Travers của tờ Rolling Stone hoan nghênh những nỗ lực gắn kết sáu tập phim trong những cảnh cuối cùng của Sự báo thù của người Sith, nhưng nói thêm, "Nó quá ít ỏi và quá muộn màng." Ông giải thích, "Ngợi ca Sự báo thù của người Sith như một cây cầu nối đủ làm vừa lòng người hâm mộ không chỉ là trò chơi Bộ quần áo mới của Hoàng đế, nó còn là một sự xúc phạm tới những gì ba phần phim gốc đã làm được."
Khi phác thảo kịch bản cho Bóng ma đe dọa, Lucas đã hình dung ra "một mối liên kết giữa Padmé và Công chúa Leia, người con gái đã theo đuổi sự nghiệp của mẹ mình." Theo Natalie Portman, "Chắc chắn vai diễn của tôi sẽ có nhiều điểm tương đồng với nhân vật mạnh mẽ, thông minh mà Carrie Fisher đã thể hiện, bởi tôi nghĩ rằng những đứa con sẽ được thừa hưởng rất nhiều từ bố mẹ chúng. Tôi nghĩ George đã sáng tạo ra Amidala như vậy, nhưng cũng thật vinh dự khi có được một người tiền bối từng thể hiện nhân vật của bà theo cách mạnh mẽ như vậy." Paul McDonald chỉ ra rằng có những "điểm tương đồng không thể không nhận ra" giữa hai nhân vật: "cả hai đều xiêu lòng trước những phi công cá tính, cùng thi thoảng nói những câu giọng Anh không tự nhiên." Mặc dù là những nhà ngoại giao, nhưng hai người đều là những tay súng giỏi nhất trong ba phần phim của mình, hiếm khi bắn trượt.

### Tuyển chọn diễn viên
George Lucas, Rick McCallum, và đạo diễn Robin Gurland đã tuyển chọn trong hơn 200 diễn viên cho vai Padmé Amidala. Họ chọn Natalie Portman, khi ấy 16 tuổi, cho vai diễn. Theo những tư liệu trong quá trình sản xuất Bóng ma đe dọa, "Vai diễn yêu cầu một người phụ nữ trẻ, đủ chững chạc để có thể được tin tưởng là người đứng đầu cả một hành tinh, nhưng vẫn nhạy cảm và cởi mở." Màn trình diễn của Portman trong các phim The Professional (1994) và Beautiful Girls (1996) đã gây ấn tượng với Lucas. Ông nói rằng, "Khi đó tôi tìm kiếm một người trẻ và mạnh mẽ giống như Leia vậy. Ở Natalie hội tụ đủ tất cả những phẩm chất đó và thâm chí còn nhiều hơn thế."
Việc lựa chọn Natalie Portman cho vai Amidala là một điều khác thường bởi cô không biết đến Chiến tranh giữa các vì sao. "Những đứa em họ tôi thì phát cuồng vì loạt phim này, còn tôi thậm chí chưa xem phần nào trước khi nhận được vai diễn," cô nói. "Khi các em tôi biết về việc nhận vai, chúng đã kêu lên, 'Ôi Chúa ơi, chị ở trong Star Wars nè!'" Cô nói với một phóng viên của CNN, "Tôi thực sự đã không nhận ra Star Wars được yêu thích đến mức nào... và khi những bộ phim đó, mặc dù rất thích, tôi vẫn không hiểu vì sao chúng lại có nhiều người hâm mộ cuồng nhiệt đến vậy." Dù vậy, Portman đã rất hào hứng với vai diễn nữ hoàng Naboo, nhân vật mà cô hy vọng sẽ trở thành một hình mẫu lý tưởng: "Thật tuyệt vời khi được thể hiện một nữ hoàng trẻ với nhiều quyền lực tới vậy. Tôi nghĩ sẽ là một điều tốt nếu các bạn gái thấy được hình ảnh một người phụ nữ mạnh mẽ, hành động, thông minh và có khả năng lãnh đạo."
Trong tập Hiểm họa bóng ma, Portman phải diễn một nhân vật ít tuổi hơn mình. Tuy nhiên trong Cuộc tấn công của người vô tính, nhân vật của cô đã già đi mười tuổi, trong khi ở ngoài đời mới có 3 năm. Cô bình luận, "[Lucas] muốn đảm bảo rằng nhân vật của tôi phải hơn tuổi Anakin trong Cuộc tấn công của người vô tính, để cô ấy có thể sai bảo cậu ta và cậu ta thì bực dọc đôi chút. Padmé vẫn coi Anakin như một cậu bé, ít nhất là trong nửa đầu của bộ phim."
Portman ký hợp đồng nhận vai Padmé trong ba phần tiền truyện. Phản ứng của các nhà phê bình đối với nhân vật của cô là vô cùng tiêu cực. James Berardinelli gọi diễn xuất của cô trong Bóng ma đe dọa là "thiếu sức sống" trong khi Annlee Ellingson của tờBox Office Magazine cho rằng "Vai diễn của Portman cứng đơ và tẻ nhạt, có thể là do những bộ trang phục đẹp đẽ nhưng cồng kềnh." Mike Clark của tờ USA Today phàn nàn về Portman và Hayden Christensen, người đóng Anakin; ông viết, "Việc cả hai nói giọng đều đều đã khiến hiệu ứng họ mang lại trở nên tệ gấp đôi, mặc dù khi không phải chịu đựng người bạn diễn của mình, Christensen có vẻ đã tìm lại được cảm xúc trong ngữ điệu." Một bài phê bình về Sự trở lại của người Sith ở tờ The Village Voice đổ lỗi cho "các nhân vật máy tính như tên người máy phản diện ho hen, Tướng Grievous và người máy phun lửa R2-D2" vì đã "biểu cảm chân thực hơn cả Natalie Portman lẫn Hayden Christensen." Mặc dù vậy, Mick LaSalle của tờ San Francisco Chronicle miêu tả màn trình diễn của Portman trong tập III là "đẹp và đáng thương cảm."
Các nhà phê bình cũng chỉ trích gay gắt biên kịch và đạo diễn Lucas. Ví dụ, Roger Ebert cho rằng trong "Cuộc tấn công của người vô tính" "quas nhiều thời lượng của bộ phim đã bị lãng phí vào mối tình giữa Padmé và Anakin mà trong đó, họ không được nói gì ngoài những câu thoại lãng mạn cơ bản, nhàm chán và sáo rỗng, coi mối tình đó như một thứ cần được chịu đựng nhiều hơn là nâng niu ấp ủ." Đối với Sự báo thù của người Sith, ông phê phán tương tự: "Nói George Lucas không thể viết được một cảnh lãng mạn là còn nhẹ; thậm chí những tấm thiệp mừng còn thể hiện nhiều sự trìu mến hơn."
Todd McCarthy của tờ Variety cũng than phiền rằng "Sự thiếu khả năng của Lucas trong việc biên kịch và đạo diễn những cảnh gần gũi giữa hai người" đã phá hỏng diễn xuất của Portman.

### Trang phục
Rất nhiều bộ trang phục khác nhau đã được các họa sĩ và nhà thiết kế ở Lucasfilm tạo ra cho Padmé Amidala. Giống như Leia Organa, một trong những nguồn cảm hứng cho Padmé là nhân vật Dale Arden trong bộ truyện tranh Flash Gordon. Phục trang trong Hiểm họa bóng ma được thiết kế bởi họa sĩ Iain McCaig và nhà thiết kế Trisha Biggar; họa sĩ Dermot Power Tham gia cùng hai người trong Cuộc tấn công của người vô tính. Biggar thiết kế phục trang cho cả ba phần tiền truyện. Rất nhiều trong số đó lấy cảm hứng từ trang phục hoàng gia của nhiều nền văn hóa khác nhau. Ví dụ, trong Hiểm họa bóng ma, bộ váy mà Amidala mặc khi phát biểu trước Thượng viện được dựa trên trang phục của hoàng hậu Mông Cổ Dondogdulam, vợ Bogd Khan, và nhiều triều đại tồn tại vào đầu thế kỷ XX. Chiếc áo choàng đi đường của Padmé trong Cuộc tấn công của người vô tính thì lại dựa trên những bức ảnh chụp Công nữ Xenia Alexandrovna của Nga trong Vũ hội Romanov năm 1903.
Trang phục của các phần tiền truyện được thiết kế công phu, một cách chủ định, hơn là ba phần chính truyện. Lucas khẳng định rằng xã hội thiên hà trong ba phần tiền truyện phức tạp hơn. Bình luận về sự khác biệt giữa hai thời kỳ, Carrie Fisher nói vui rằng, "Harrison Ford mặc một bộ quần áo cho cả ba phim, còn tôi thì phàn nàn rằng tôi mặc những sáu bộ. Và mẹ tôi thì sao – Natalie Portman ấy – cô mặc hẳn những ba triệu bộ. Mỗi khi tới một cảnh mới, cô ấy lại thay một bộ trang phục khác nhau. Như thể một Liberace của việc thay đổi trang phục trong cái bộ phim viễn tưởng này vậy." Trisha Biggar tiết lộ rằng theo kế hoạch ban đầu, chỉ có ba bộ trang phục được thiết kế cho Amidala trong Hiểm họa bóng ma, nhưng "[Lucas] quyết định rằng mỗi lần chúng ta thấy cô ấy trên màn ảnh, trang phục của cô ấy sẽ khác." Lucas giải thích, "Một người sống trong thế giới phát triển như vậy sẽ tự động thay đổi quần áo cho phù hợp với hoàn cảnh."
Ngoài mục đích thẩm mỹ, trang phục cũng là cách biểu lộ sự tiến triển của kịch bản. Trong Cuộc tấn công của người vô tính, Lucas muốn trang phục của Padmé phải phản ánh được yếu tố lãng mạn trong câu chuyện. Ông gợi ý rằng cô nên ăn mặc một cách "quyến rũ tự nhiên." Trisha Biggar nói Lucas muốn Padmé xuất hiện "gợi cảm, lộng lẫy, và trẻ trung trong những bộ trang phục khêu gợi." Portman đùa rằng, "Tôi đã quá 18 tuổi, có thể lộ bụng được rồi đây, tôi đoán vậy.", Đối với Sự báo thù của người Sith, Biggar nói, "Chúng ta biết rằng Padmé sẽ mang thai trong cả bộ phim, và không người ngoài nào biết được điều đó. Bởi cô ấy mang thai, tôi muốn những bộ trang phục được thiết kế bởi những chất liệu mềm mại hơn."
Một vài phục trang của nhóm thiết kế Biggar không xuất hiện trong phiên bản cuối cùng của phim. Ví dụ, trong "Sự báo thù của người Sith" chiếc áo dài "Peacock" nhiều màu và một bộ áo choàng nhung xanh lá mà Padmé mặc trong một cảnh có Phái đoàn 2000 đã bị cắt trong giai đoạn hậu kỳ. Biggar nói rằng chiếc áo dài Peacock là một trong những bộ trang phục ưa thích của bà và rất nhiều thời gian, tiền bạc đã đổ vào ấu trình thiết kế những bộ váy đó. Cuối cùng, áo dài Peacock được dùng cho áp phích chiếu rap của phim, còn chiếc áo choàng nhung xanh thì được tái sử dụng cho một cảnh quay lại, do đó xuất hiện trong phim, và trên bìa đĩa DVD.
Nhiều bộ trang phục của Padmé trong "Hiểm họa bóng ma  được đăng trên tạp trí High Fashion của Nhật năm 1999, còn trang phục trong "Cuộc tấn công của người vô tính thì xuất hiênn trên tạp chí Vogue năm 2002. Trang phục của cả ba phim được trưng bày tại triển lãm  Dressing A Galaxy: The Costumes of Star Wars tại Fashion Institute of Design & Merchandising (FIDM) ở Los Angeles năm 2005. Trisha Biggar nhận hai giải Saturn Award cho thiết kế trang phục xuất sắc, một vào năm 2000 cho Hiểm họa bóng ma và một vào năm 2003 cho Cuộc tấn công của người vô tính. Bà cũng được đề cử năm 2006 cho Sự báo thù của người Sith, nhưng thua Isis Mussenden, nhà thiết kế của Biên niên sử Narnia: Sư tử, phù thủy và cái tủ áo (2005).

### Tổng quan về nhân vật
Padmé Amidala xinh đẹp và duyên dáng. Trong tác phẩm Cloak of Deception của James Luceno, cô được miêu tả là có "dáng người mảnh khảnh và gương mặt nữ tính dịu dàng." Cô trưởng thành, nghiêm nghị trước tuổi, cho thấy sự nghiêm túc trong việc thực hiện trách nhiệm của mình. Trong tiểu thuyết "Hiểm họa bóng ma", Terry Brooks đã ghi lại ấn tượng của Nute Gunray với ngoại hình Padmé như sau: "Cô ta được cho là xinh đẹp, Gunray đã nghe người ta nói vậy, nhưng hắn ta không biết gì về vẻ đẹp của con người và theo tiêu chuẩn của người Neimoidian cô ta chỉ đơn giản là nhỏ bé và nhợt nhạt." Cũng trong cuốn sách này, Padmé hiện lên với những tính từ "trẻ, đẹp, và trầm lặng."
Star Wars Databank mô tả cô là "một trong những người Naboo xuất chúng nhất" và  "quan tâm tới việc phục vụ cộng đồng." Cô cống hiến cả tuổi thơ và thời niên thiếu cho cộng đồng, đặc biệt quan tâm đến những số phận thiệt thòi và thiếu thốn trong thiên hà. Trong tiểu thuyết Cuộc tấn công của người vô tính, Sola Naberrie, chị gái của Padmé, đã nói với cô rằng, "Em quá ràng buộc bản thân vào trách nhiệm, đến độ ngó lơ những khát vọng của riêng mình."
Padmé dựa trên ngoại giao để giải quyết các tranh chấp, thường hành động như một người yêu chuộng hòa bình. Dù vậy, cô không ủng hộ sự nhượng bộ, sẵn sàng sử dụng "thương lượng bằng bạo lực (aggressive negotiations)" để gìn giữ nền dân chủ.  Theo miêu tả ở Star Wars Databank, "Dù ban đầu phản đối việc thành lập quân đội Cộng hòa, Padmé vẫn chiến đấu bên cạnh những người lính vô tính trong cuộc chiến với đội quân người máy của phe Ly khai. Các nhà phê bình phim Dominique Mainon và James Ursini miêu tả cô là một "nữ chiến binh Amazon thời hiện đại," chỉ các nhân vật trong thần thoại Hy Lạp.
Kỹ năng chiến đấu của cô dần dần được thể hiện theo thời gian trong vũ trụ Chiến tranh giữa các vì sao. Trong Cuộc tấn công của người vô tính, cô đấu súng tay đôi với những người máy. Cô còn là một thiện xạ; trong một tập Chiến tranh giữa các vì sao: Cuộc chiến vô tính, cô đánh bại được tay thợ săn tiền thưởng Aurra Sing.
Là một người cai trị, một chính trị gia, Padmé không tin tưởng những kẻ quan liêu, phản đối tham nhũng, tin tưởng vào nền dân chủ và sự điều hành bằng pháp luật. Cô từng nói với Anakin, "Những luật lệ phổ biến ngày nay không phải là dân chủ... Nó cho người dân những thứ họ muốn, không phải những thứ họ cần." Theo Mainon và Ursini, "cô ấy ra sức thuyết phục và thỏa hiệp bằng lý lẽ, nhưng những sự xáo trộn trong nền Cộng hòa đã khiến cô nghi ngờ tính hiệu quả của thượng viện. " Padmé trung thành với nền Cộng hòa cho tới khi nó không còn đại diện cho những nguyên tắc dân chủ cô theo đuổi. Trong cuốn tiểu thuyết Sự báo thù của người Sith, Padmé dặn dò Bail Organa và Mon Mothma, những người sáng lập nên tổ chức mà sau này sẽ trở thành Liên minh Nổi dậy, rằng "Hãy là những thượng nghị sĩ bé nhỏ ngoan ngoãn. Để ý thái độ của mình và luôn nhớ phải cúi đầu. Và tiếp tục làm những công việc... mà ta không thể nói được ở đây."
Padmé cũng có những khi trở nên bí ẩn và lừa dối. Trong tiểu thuyết Hiểm họa bóng ma của Terry Brooks, cô được miêu tả "có khả năng biến hóa như tắc kè hoa, che giấu bản thân trước thế giới và chỉ tin tưởng những người hầu thân cận." Việc kết hôn với Anakin và những cuộc trao đổi bí mật với những thượng nghị sĩ khác về Palpatine cho ta thấy nhiều mặt hơn trong tính cách của cô. Paul F. McDonald từ Space.com nhận định, "Amidala... biểu hiện rất nhiều khía trái ngược trong Tập I— chiến đấu và hòa giải, nữ hoàng và thường dân, kiểu cách và giản dị. Không như các nhân vật có nhân cách mâu thuẫn và thường phải đấu tranh với chính mình, những nét tính cách trái ngược đó của [Padmé] đem lại nhiều cái lợi." Ông giải thích, "Cô có thể là một Amidala, lạnh lùng ra lệnh khi cần, hoặc là một Padmé ấm áp và đầy yêu thương."
Tháng 2/2018, Natalie Portman tái hiện hình ảnh Padmé Amidala trong một tập Saturday Night Live.

## Xuất hiện

### Phim điện ảnh

#### Chính truyện

##### Sự trở lại của Jedi
Sự trở lại của Jedi, tập cuối cùng trong bộ ba chính truyện, có ám chỉ tới Padmé. Khi ở làng Ewok trên mặt trăng Endor, Luke Skywalker hỏi Leia Organa liệu cô có còn nhớ "mẹ thật" của họ. Leia đáp rằng "bà ấy mất khi em còn rất nhỏ" và rằng "bà rất đẹp... hiền từ... nhưng buồn bã", trong khi Luke nói anh không còn chút ký ức nào về mẹ. Một cảnh mở rộng của Sự trở lại của Jedi giải thích thêm về số phận của mẹ hai người (khi đó còn chưa có tên). Khác với tiền truyện, ở đây bà giả làm người hầu của Bail Organa để chạy trốn khỏi Anakin Skywalker, khi đó đã sa ngã vào mặt tối của Thần Lực, và sống với Leia cho tới khi cô bốn tuổi.

#### Tiền truyện

##### Hiểm họa bóng ma(1999)
Padmé Amidala xuất hiện lần đầu trên màn ảnh rộng trong Hiểm họa bóng ma. Cô được giới thiệu là nữ hoàng 14 tuổi mới nhậm chức của Naboo, quyết tâm kết thúc sự chiếm đóng hành tinh của Liên đoàn Thương mại. Cô nỗ lực chống lại tổng trấn liên đoàn Nute Gunray, người buộc cô phải ký hiệp ước hợp pháp hóa sự chiếm đóng của Liên đoàn Thương mại ở Naboo, quê hương cô. Padmé trốn khỏi Naboo với sự trợ giúp của sư phụ Jedi Qui-Gon Jinn và Padawan Obi-Wan Kenobi, nhưng họ phải dừng lại ở hành tinh sa mạc Tatooine do động cơ bị hỏng. Trong khi cải trang thành một người hầu gái, Padmé gặp cậu bé Anakin Skywalker 9 tuổi và mẹ cậu Shmi. Anakin tặng cô một chiếc vòng mà cậu tự tay chạm khắc. Padmé đã có mặt ở cuộc thi Podrace tại Boonta Eve Classic mà ở đó, chiến thắng của Anakin đã vừa giúp cho nhiệm vụ của cô, vừa mang lại tự do cho cậu bé.his freedom.
Khi tới Coruscant, Padmé thảo luận với thượng nghị sĩ Palpatine, người khuyến khích cô yêu cầu Thượng viện để giải quyết tranh chấp giữa Naboo với Liên đoàn Thương mại. Palpatine thuyết phục cô kêu gọi Thượng viện tước bỏ chức vụ Đại pháp quan Finis Valorum, vai trò mà sau đó Palpatine đã được bầu cử thay thế. Padmé trở về Naboo để chiến đấu, với sự giúp đỡ từ đội quân người Gungan của Jar Jar Binks. Trong khi người Gungan đánh lạc hướng đám người máy chiến đấu khỏi cung điện, Padmé dẫn người của cô đến bắt giữ tổng trấn Gunray, buộc ông ta phải chấm dứt việc chiếm đóng của Liên đoàn Thương mại vô thời hạn. Một buổi lễ được tổ chức để đánh dấu hòa bình giữa Naboo và người Gungan.

##### Cuộc tấn công của người vô tính(2002)
Mười năm sau sự kiện trong Hiểm họa bóng ma, Padmé giờ đây đã trở thành Thượng nghị sĩ của đại diện cho Naboo trong Thượng viện thiên hà và dẫn đầu một nhóm các chính trị gia phản đối gay gắt việc thành lập quân đội cho nền Cộng hòa - mà sau này được biết đến là đội quân vô tính - do những căng thẳng gây ra bởi việc ly khai của hàng nghìn hành tinh. Khi Padmé đang ở Coruscant để kêu gọi cho sự phản đối này, Liên đoàn Thương mại đã thực hiện một vụ ám sát cô, nhưng bất thành. Hiệp sĩ Jedi Obi-Wan Kenobi và Padawan Anakin Skywalker được cử đi bảo vệ Padmé. Đại pháp quan Palpatine đề nghị Padmé về ẩn náu tại Naboo một thời gian, với Anakin hộ tống. Giữa Padmé và Anakin nảy sinh tình yêu, nhưng họ đều cố gắng chối bỏ bởi những vai trò, công việc còn dang dở của mình. Trong một cảnh quay bị cắt, Padmé giới thiệu Anakin với gia đình mình và kể với anh về những ngày cô tham gia Chiến dịch Cứu trợ Người tị nạn, được điều hành bởi một tổ chức nhân đạo toàn thiên hà.
Khi Anakin có những giấc mơ tiên tri về mẹ cậu trong cơn nguy hiểm, Padmé cùng anh trở về Tatooine, nhưng không kịp cứu thoát Shmi khỏi tay bọn người Tusken Raiders. Anakin trở về với xác mẹ trong tay và thú nhận, trong đau đớn, với Padmé rằng anh đã giết cả bộ tộc Tusken để trả thù cho mẹ. Padmé tuy không đồng tình, nhưng vẫn an ủi Anakin. Sau đó, họ nhận được một tin nhắn từ Obi-Wan trên hành tinh Geonosis, và vội vàng tới giải cứu vị Hiệp sĩ Jedi, để rồi cả ba bị bắt giữ và buộc phải chiến đấu với đám quái vật trong đấu trường của người Geonosian với sự chứng kiến của Bá tước Dooku, thủ lĩnh Ly khai và đồng thời cũng là một Chúa tể Sith. Trước khi bị đưa ra pháp trường, Padmé và Anakin thổ lộ tình yêu với nhau. Trong khi chiến đấu, họ được các sư phụ Jedi Mace Windu, Yoda và một đội quân lính vô tính giải cứu, mở đầu cho Cuộc chiến vô tính giữa phe Cộng hòa và phe Ly khai. Ở cuối phim, Padmé và Anakin tổ chức lễ cưới bí mật ở Naboo với hai người máy R2-D2, C-3PO làm chứng.

##### Sự báo thù của người Sith(2005)
Ba năm sau sự kiện trong Cuộc tấn công của người vô tính, trong lúc tái ngộ với Anakin sau khi anh thành công giải cứu Đại pháp quan Palpatine từ tay Tướng quân Grievous, Padmé thông báo với anh rằng cô đang mang thai. Anakin bắt đầu có những giấc mơ tiên tri về việc Padmé sẽ chết trong lúc sinh con. Nỗi sợ mất cô đã khiến anh sa ngã vào mặt tối của Thần Lực và trở thành Darth Vader, học trò của chúa tể Sith Darth Sidious, lâu nay vẫn ẩn dưới lớp mặt nạ Đại pháp quan Palpatine. Trong lúc đó, nghi ngờ của Padmé đối với Palpatine cũng ngày càng gia tăng khi hắn ta lợi dụng Cuộc chiến vô tính để củng cố quyền lực của mình trong Thượng viện cũng như Tòa án thiên hà. Trong một cảnh quay bị cắt, Padmé, cùng với các thượng nghị sĩ Bail Organa, Mon Mothma và Bana Breemu là những người chống đối lại chính phủ của Palpatine và gieo những hạt giống đầu tiên cho sự hình thành và phát triển của Liên minh nổi dậy.
Khi chứng kiến Palpatine tuyên bố sự thành lập của Đế chế Thiên hà thay thế cho Cộng hòa, Padmé đã nói với Bail Organa: "Vậy ra đây là cách mà nền tự do kết thúc – với những tràng pháo tay vang rền". Palpatine tự xưng Hoàng đế, ra lệnh tìm diệt tất cả các Jedi với tội danh phản bội. Obi-Wan, giờ đây đang bị truy đuổi, tìm đến chỗ Padmé và nói với cô rằng Anakin đã sa ngã và chính anh là người đã tàn sát các Jedi ở Điện thờ. Không tin vào điều đó, Padmé đi tìm Anakin, lúc này đã trở thành Vader, ở hành tinh núi lửa Mustafar (với Obi-Wan lén lên tàu mà cô không hay biết). Padmé van xin Vader thoát khỏi tay Palpatine và chạy trốn với cô, nhưng Vader khăng khăng rằng họ có thể lật đổ Palpatine và cùng nhau thống trị thiên hà. Padmé lùi lại trong sợ hãi, nhưng vẫn cố thuyết phục hắn từ bỏ mặt tối. Khi Obi-Wan bước xuống từ tàu của Padmé, Vader buộc tội Padmé đã đưa Obi-Wan tới đây để giết hắn, và dùng Thần Lực bóp cổ cô đến bất tỉnh.
Sau khi đánh bại Vader trong một cuộc đấu gươm ánh sáng, Obi-Wan đưa Padmé tới vành đai tiểu hành tinh Polis Massa. Mặc cho những nỗ lực cứu chữa của người máy y tế, Padmé chết sau khi sinh Luke và Leia. Trước khi nhắm mắt, cô trăn trối với Obi-Wan rằng cô biết "vẫn còn có sự lương thiện" trong Anakin. Xác của cô được đưa về quê nhà Naboo, ăn mặc như vẫn đang mang thai, trong khi hai đứa trẻ được Yoda và Obi-Wan chia tách để tránh sự dòm ngó của Darth Vader và Hoàng đế Palpatine: Leia được Thượng nghị sĩ Organa và vợ ông, Nữ hoàng Organa của Alderaan nuôi nấng như một công chúa, trong khi Luke được đưa đến Tatooine, sống cùng với gia đình hai người bác Owen và Beru Lars.

### Hoạt hình

#### Cuộc chiến vô tính(2008 - 2014)
Trong bộ phim Cuộc chiến vô tính, trong khi Anakin Padawan của anh, Ahsoka Tano, tìm kiếm Rotta, đứa con trai mất tích của Jabba the Hutt, Padmé tìm gặp chú của Jabba, Ziro the Hutt, ở cung điện của hắn trên hành tinh Coruscant, để thuyết phục hắn giúp đỡ các Jedi, nhưng không ngờ lại bị hắn bắt giam. Sau khi trốn thoát, cô vạch trần kế hoạch của Ziro trước mặt Bá tước Dooku và phe Ly khai: giết Rotta đế đổ tội cho các Jedi, buộc Jabba phải trả thù, đưa Ziro trở thành lãnh đạo của tộc Hutt. Khi âm mưu đã bị bại lộ, Dooku gợi ý Ziro hãy lấy đầu Padmé về để nhận tiền thưởng. Khi bị đám người máy chiến đấu tịch thu bộ đàm và súng, Padmé lừa được một tên kích hoạt bộ đàm, liên hệ được với C-3PO, trước khi nó bị đám người máy dẫm nát. C-3PO dẫn một nhóm các lính gác Coruscant tới giải cứu cô. Padmé sau đó đã liên lạc với Jabba ngay khi hắn chuẩn bị xử tử Anakin và Ahsoka, buộc Ziro phải thú tội trước Jabba. Padmé tiếp tục thương lượng và đã lập ra được một liên minh giữa Cộng hòa với tộc Hutt, giúp tàu chiến phe Cộng hòa có thể sử dụng những tuyến đường siêu không gian của người Hutt mà trước nay họ chưa từng biết tới.
Trong loạt phim hoạt hình sau đó, Padmé xuất hiện chủ yếu thông qua công việc của cô ở Thượng viện - một người tích cực tìm kiếm giải pháp hòa bình, mặc dù trong một số tập cô cũng chiến đấu chống phe Ly khai cùng với Anakin, Ahsoka và Jar Jar Binks. Cô xuất hiện tổng cộng ở 31 tập trong toàn bộ loạt phim, trong đó có 7 tập mùa 1, 4 tập mùa 2, 7 tập mùa 3, 9 tập mùa 4, 1 tập mùa 5 và 3 tập mùa 6.

#### Thần Lực của Số mệnh(2017 - 2018)
Padmé xuất hiện trong loạt phim ngắn Star Wars: Forces of Destiny và tiếp tục được lồng tiếng bởi Catherine Taber. Cho đến nay cô đã xuất hiện trong 2 tập của mùa 1 và 2 tập mùa 2.

## Tiếp nhận
Năm 2017, báo Rolling Stone xếp Padmé Amidala ở vị trí thứ 45 trong danh sách 50 nhân vật Star Wars tuyệt vời nhất mọi thời đại.